# Cenușa (roman)
Cenușa (în poloneză Popioły) este un roman istoric scris de Stefan Żeromski. A început să apară sub formă de foileton în revista Tygodnik Ilustrowany din Varșovia, în iunie 1902.

## Adaptare
Romanul a fost ecranizat în 1965 de Andrzej Wajda, într-un film omonim care a avut premiera pe 25 septembrie 1965. Rolul Rafał Olbromski a fost interpretat de Daniel Olbrychski.

## Traduceri
- Żeromski, Stefan (1975). Cenușă. 3 volume. Tradus de Nina Grigorescu. București: Editura Univers. pp. 251, 245, 252.
- Żeromski, Stefan (1985). Cenușa. 3 volume. Tradus de Nina Grigorescu (ed. a II-a). București: Editura Univers. pp. 264, 274, 268.

## Legături externe
- Cenușa în Biblioteca Națională Polonă Digitală
- Cenușa pe site-ul Wolne Lektury